# TQM
A TQM (Total Quality Management = teljes körű minőségirányítás), olyan vezetési módszer, filozófia és vállalati gyakorlat, amely a szervezet céljainak érdekében a leghatékonyabb módon használja fel a szervezet rendelkezésére álló emberi és anyagi erőforrásokat. Az Amerikai Egyesült Államokban az 1980-as évek közepén fogalmazták meg e vezetési módszer, filozófia alapelveit, sok ponton a Japánban kialakult minőségmenedzselési módszerekre és szemléletre alapozva. A TQM felülről, vezetői szintről kiindulva építkezik. Átfogja az egész szervezet működését, nemcsak a folyamatokra terjed ki, hanem az irányításra és az erőforrásokra is. A hangsúlyt a vevői elégedettségre és a szervezeti működés folyamatos fejlesztésére helyezi. (Bővebben lásd: Folyamatmenedzsment)
A TQM nem végcél, nem utolsó állomás. Nyilvánvaló, hogy a fejlődés nem áll meg, s további – még fejlettebb – irányzatok fognak kialakulni és teret hódítani. Jól látható az a trend, amelyben a vállalatok, vállalkozások vezetőitől egyre szélesebb látókörű gondolkodást és mind bonyolultabb vezetői-irányítói eszköztárat kíván meg az eredményes piaci helytállás. E kiélezett versenyhelyzet közepette a vállalatok maguk is rákényszerülnek arra, hogy meglevő és alkalmazott módszereiket továbbfejlesszék.

## A TQM
- A vállalatok természetes törekvése, de erre ösztönzi őket az egyre élesedő verseny is, hogy minél hatékonyabban, minél jobb minőségű terméket állítsanak elő. A minőség a termék vagy a szolgáltatás eladhatóságának ma már egyre inkább alapfeltétele.

A törekvés teljesítése arra kényszerítette a vállalatokat, hogy az egész vállalatvezetés, vállalatirányítás központjába a minőséget helyezzék, minőségvezetési módszereket alkalmazzanak. Ezen a területen is éles verseny alakult ki a vállalatok között, egyre inkább igyekeztek meggyőzni vevőiket és ügyfeleiket arról, hogy egész tevékenységük alapeleme a minőség. Erről a tényről igyekeztek külső (harmadik fél általi) igazolásokat is szerezni, például különböző elismert minőségi díjak elnyerésével.
A vállalkozások egyik alapvető küldetése, hogy a vevők igényeit kielégítsék. A fokozódó vevői elvárásoknak való megfelelést, az adott termék minőségére vonatkozó, szigorú műszaki előírások – önmagukban – nem feltétlenül szavatolják. A változó vevői igények megismerésének és kielégítésének egyik eszköze a Total Quality Management (TQM), magyarul a Teljes Körű Minőségirányítás.
A TQM a vállalkozás olyan vezetési, irányítási koncepciója, amelynek középpontjában a vevőközpontúság, a dolgozók felhatalmazása, bevonása és az üzleti folyamatok, illetve a megelőzésen alapuló rendszerek folyamatos önértékelése és továbbfejlesztése áll.

## A TQM rendszer jellemzői
Az utóbbi időben a total quality menedzsment módszerek jelentős terjedése figyelhető meg. A TQM módszert általában az ISO 9000 szabványsorozat bevezetése utáni lépésnek és nem az ISO egyszerű továbbfejlesztésének tartják, hanem olyan módszernek, amely sok esetben hatékonyabb minőség menedzsmentet tesz lehetővé, mint az ISO 9000 szerinti minőségbiztosítási rendszer. A TQM mindenképpen vevő és humánerőforrás centrikusabb, és jobban segíti a kedvező folyamatok létrejöttét.
A TQM módszer előnye és hátránya egyszerre különféle szempontok figyelembevételével, hogy kevésbé kötött (nincs határozott megfelelőség és nem megfelelőség, és nincs kívülálló tanúsító, hanem az értékelést a cég saját vezetése végzi (önértékelés), amely egyben a folyamatok beindításáért és fenntartásáért is felelős.
A TQM rendszer elterjedését illetve fejlődését különféle minőség díjakkal igyekeznek elősegíteni, mint a számunkra legismertebbek amerikai Baldrige Díj, az Európai Minőségi Díj és a hazai IIASA SHIBA Díj és a Nemzeti Minőségi Díj. Ezek valójában deklaráltan a minőség alatt az üzleti kiválóságot értik és nem azt, amit a magyar köznyelv, vagyis a termék minőségét.
A jelenleg legelterjedtebb vállalati minőségirányítási rendszerek – ISO szabványsorozat és a TQM – között vannak hasonlóságok, de alapvető különbségek is:
David Hutton and Associates összefoglalása szerint:
- ISO 9000 egy kiváló eszköz a tervezési és gyártási eljárások dokumentálására és megértésére és ezen eljárások következetes megvalósítására
- A TQM egy kiváló eszköz a teljes menedzsment rendszer megértésére, a lehetőségek meghatározására a teljes üzleti tevékenység eredményességének javítása és a fejlesztési tervek elkészítése érdekében.

Gyakran felmerül az a kérdés, hogy mi a különbség az ISO 9000 és a TQM rendszere és módszere között? Az ISO 9000 egy vállalati alrendszer, amely a szervezeti egységek munkájának összehangolásával garantálja a stabil minőséget, a TQM pedig egy irányítási, vezetési módszer, filozófia, amely támogatja és elősegíti a folyamatos fejlődést.
| ISO 9000                                                                                        | TQM |
| ----------------------------------------------------------------------------------------------- | --- |
| 1. Főleg statikus követelmény (főleg az ISO9000 1994)                                           | 1. Dinamikus követelmény, folyamatszemlélet                                                                              |
| 2. Biztosítja a megfelelőséget, de az üzleti kiválóságot és a versenyképességet nem feltétlenül | 2. Biztosítja a folyamatos javulást és a versenyképesség növelését                                                       |
| 3. A hibák megakadályozására szolgál                                                            | 3. A vevői igények egyre magasabb szintű kielégítését célozza                                                            |
| 4. Minőségszabályozási és minőségbiztosítási módszereket alkalmaz                               | 4. A minőségszabályozási és minőségbiztosítási módszereken kívül a minőségfejlesztési módszerek széles körét tartalmazza |
| 5. A felhasználó időszakos belső auditja vezérli                                                | 5. A vevő megelégedettségének folyamatos elemzése vezérli                                                                |
| 6. Elvárás a piac részéről                                                                      | 6. Növekvő piaci részesedést eredményez                                                                                  |
| 7. Külső tanúsító igazolja                                                                      | 7. Önértékelésen alapul                                                                                                  |

A TQM módszer előnyeit és korszerűbb voltát az ISO rendszerekkel szemben az is mutatja, hogy az ISO szabványok 2000. évi korszerűsítése során a szabvány kidolgozói a TQM sok elemét (vevőközpontúság, folyamatszemlélet) átvették és a szabványokba beépítették.
A minőségirányítási rendszerek bevezetésének természetesen csak akkor van gazdasági értelme, ha ez növeli a vállalat ismertségét, elismertségét valamint üzleti hasznot eredményez. Az elmúlt években létrejött jó hírű (hazai, külföldi és nemzetközi) szervezetek a minőségirányítás területén jó eredményeket és az üzleti kiválóságot elért vállalatokat Minőség Díjakkal jutalmazzák.

## A TQM lényege
Az ISO 8402 szabvány definíciója szerint:
„A teljes körű minőségmenedzsment (TQM) olyan vállalkozási módszer, amelynek középpontjában a minőség áll, a szervezet valamennyi tagjának részvételén alapul, és hosszú távú sikerekre törekszik a fogyasztó elégedettségének, valamint a vállalat összes tagja és a társadalom hasznának figyelembevételével.”
Más definíció:
A TQM egy olyan vezetési módszer, filozófia, amelynek középpontjában a vevőközpontúság, a vezetőség és a munkatársak elkötelezettsége és a folyamatos javítás áll.
A TQM alkalmazásához a minőséget a következőképen definiálhatjuk:
„A minőség, mint alapvető üzleti stratégia, alkalmazásával született termékek és szolgáltatások teljességgel kielégítik mind a belső, mind a külső vevőket azáltal, hogy megfelelnek kimondott és kimondatlan elvárásaiknak.” (Tener és DeToro, 1996) Látható, hogy ebben a definícióban a minőség mint az alapvető üzleti stratégia kitüntetett helyet kap.
A TQM „gurui” közül Dr. W. Edward Deming így fogalmazta meg alapelveit a TQM-ről, részben 14 pontban, részben pedig a „Deming világának” nevezett négy pontban:
Deming 14 pontja:
1. Fogalmazzunk meg és tegyük nyilvánossá valamennyi munkatárs számára a cég vagy egyéb szervezet céljait és törekvéseit tartalmazó nyilatkozatot. A menedzsmentnek folyamatosan bizonyítania kell az e nyilatkozat iránti elkötelezettségét.
2. Tanuljuk meg az új filozófiát, a felső menedzsment, de mindenki más is.
3. Értsük meg az ellenőrzés célját a folyamat javítása és a költségek csökkentése érdekében.
4. Vessünk véget annak a gyakorlatnak, mely az üzletet kizárólag az árcédula nyomán jutalmazza.
5. Javítsuk állandóan és szüntelenül a termékek és szolgáltatások rendszerét.
6. Vezessük be a (készségeket nyújtó) képzést.
7. Tanítsuk és intézményesítsük a vezető szerepet.
8. Száműzzük a félelmet, teremtsünk bizalmat, teremtsünk újításokra ösztönző légkört.
9. Optimalizáljuk a teamek, csoportok, személyzet erőfeszítéseit a cég céljainak és törekvéseinek valóra váltására.
10. Küszöböljük ki a munkaerő buzdítását.
11. (a) Küszöböljük ki a termelés számszerű kvótáit. Helyettük tanuljuk meg és intézményesítsük a javítás módszereit. (b) Küszöböljük ki a célkitűzések segítségével történő menedzselést. Helyettük ismerjék meg a folyamatokban rejlő lehetőségeket és azt, hogy hogyan javítsunk azokon.
12. Távolítsuk el a korlátokat, melyek megfosztják az embereket a kézműves munka okozta büszkeségtől.
13. Bátorítsuk mindenkinél a tanulást és az önfejlesztést.
14. Cselekedjünk a változások végrehajtása érdekében.

Deming világa:
1. Mindenki munkájának megváltoztatása.
2. Együttműködés megvalósítása a verseny helyett.
3. Az akadályok legyőzése.
4. Stabilitás a rendszer működési feltételeiben.

## A TQM modell
A minőség guruinak különböző tanításait a gyakorlati tapasztalattal ötvözve kifejlődött egy egyszerű, de hatékony modell a TQM alkalmazására. Ez a modell a TQM három alapvető elvére, valamint hat kiegészítő elemre épül.
Alapelvek: összpontosítás mind a külső, mind a belső vevőkre, összpontosítás a folyamatok javítására abból a célból, hogy megbízható és elfogadható szolgáltatások/termékek jöjjenek létre és végül összpontosítás arra, hogyan hasznosítsuk a velünk együtt dolgozók tehetségét. Kiegészítő elemek: vezetők szerepe, oktatás és képzés, támogató struktúrák, kommunikáció, jutalmazás és elismerés, mérés.

### Alapelvek
Vevőközpontúság: A minőségi szolgáltatás nyújtása azon a koncepción alapszik, hogy mindenkinek van vevője, és hogy a vevők, partnerek igényeit, szükségleteit és elvárásait mindenkor és minden alkalommal ki kell elégíteni ahhoz, hogy a szervezet, mint egész, ugyanezt a célt megvalósíthassa. Ehhez a koncepcióhoz a vevők/partnerek igényeinek alapos feltérképezésére és elemzésére van szükség, és amikor már ezekről az igényekről világos képet kapunk, olyan működési módot kell biztosítani, hogy ki is elégítsük azokat.
A folyamatok javítása: A folyamatos javítás koncepciója szerint a munka egymással szorosan összekapcsolódó lépések és tevékenységek sorozatának végeredménye. A folyamat végén egy kimenet (szolgáltatás vagy termék) születik. A folyamat valamennyi lépését szüntelenül figyelemmel kell kísérni és fejleszteni annak érdekében, hogy csökkentsük az eltéréseket és javítsuk a folyamat megbízhatóságát. A folyamatos javítás első célja, hogy megbízható folyamatok jöjjenek létre, abban az értelemben, hogy minden egyes esetben a kívánt kimenetet (eredményt/terméket/szolgáltatást) kapjuk, eltérés nélkül. Ha az eltéréseket minimalizáltuk, és az eredmény még mindig elfogadhatatlan, a folyamat javításának második lépése a folyamat újjátervezése, hogy ily módon olyan kimenet jöjjön létre, amely jobban ki tudja elégíteni a vevők igényeit. A folyamatok szüntelen javításával kapcsolatos szemléletet jól tükrözi a következő, TQM-es gyakorlatban gyakran elhangzó mondat: „Ha folyton azt teszed, amit eddig tettél, akkor folyton csak azt kapod, amit eddig is kaptál.” Ugyanakkor a TQM vezetési filozófia alapvető célkitűzése a folyamatos versenyképes pozíció megteremtése és megtartása az alkalmazó szervezet számára. Ehhez nélkülözhetetlen a folyamatok folyamatos javításának napi gyakorlatban történő széles körű alkalmazása.
Teljes elkötelezettség: Ez a megközelítésmód az intézmény (szervezet) felső szintű vezetőinek aktív irányításával kezdődik, és olyan intézkedéseket foglal magában, amelyek hasznosítják a szervezet valamennyi alkalmazottjának tehetségét, és ennek segítségével tesznek szert piaci előnyökre. Az alkalmazottak minden szinten széles körű jogosítvánnyal rendelkeznek arra, hogy javítsák termékeiket és folyamataikat, méghozzá úgy, hogy új és rugalmas munkastruktúrákat alakítsanak ki a problémák megoldására, a folyamatok javítására és a vevők kielégítésére. Mindebbe a szállítókat is bevonják, akik bizonyos idő elteltével vevőkké válnak oly módon, hogy együtt dolgoznak a széles körű felhatalmazással rendelkező alkalmazottakkal az egész szervezet hasznára.

### Kiegészítő elemek
Vezetők szerepe: A vállalati és az intézményi vezetőknek saját példájukkal elöl kell járniuk, azáltal, hogy alkalmazzák a TQM eszközeit és nyelvezetét, megkövetelik a konkrét adatok felhasználását, és elismerésben részesítik azokat, akik sikeresen alkalmazzák a TQM koncepcióit. Amikor a TQM-et kulcsfontosságú menedzselési folyamatként bevezetjük, az intézményi vezetőknek szószólóként, tanárként és „vezérként” játszott szerepét kell hangsúlyozni.
Bármely szervezet vezetőjének tökéletesen tudatában kell lennie, hogy a vevők igényei mit követelnek a szervezettől, és a versenyképesség megőrzése érdekében mit kell tenniük. E tényekkel való szembesülés rá fogja ébreszteni az intézményi vezetőket arra, hogy a saját részvételükkel is elő kell segíteniük a szervezet küldetésének, reménybeli jövőképének és értékrendjének kialakítását, valamint azokat a lépéseket, amelyeket felhasználhatnak e célok eléréséhez. A vezetőknek meg kell érteniük, hogy a TQM egy olyan folyamat, amely azokból az alapelvekből és kiegészítő elemekből áll, amelyeket nekik kézben kell tartaniuk ahhoz, hogy sikerüljön megvalósítani a minőség folyamatos javítását és a szervezet folyamatos sikeres működését.
Oktatás és képzés: A minőség az alkalmazottak mindegyikének rátermettségén alapszik és azon, hogy értsék: mit kívánnak tőlük. A minden alkalmazottra kiterjedő oktatás és képzés ellátja őket azokkal az információkkal amelyekre szükségük van a szervezet küldetésével, jövőképével, haladási irányával és stratégiájával kapcsolatban, továbbá itt szerezhetik meg azokat a készségeket, amelyekre a minőség javításához, a hatékonyság és a teljesítmény növeléséhez és a problémák megoldásához szükségük van. A képzés biztosítja, hogy az egész cégen belül közös nyelvet és közös eszköztárat használjanak és rendelkezzenek a folyamatos fejlesztéshez és javításhoz szükséges ismeretekkel és készségekkel.
Támogató struktúrák: a TQM folyamatának megvalósításában a vezetésének támogatásra is szüksége van az olyan változtatások bevezetéséhez, amelyek szükségesek a minőségi stratégia megvalósításához. Ilyen támogatást nyújthatnak például a külső szakértők. Nyilvánvalóan sokkal jobb helyzetben van egy szervezet, ha egyedül megáll a maga lábán. Ennek az önállóságnak elnyerését mozdítja elő, ha egy támogató, szakértői kör segíthet a vezető csapatnak abban, hogy megértse a TQM koncepcióját, és segédkezik a szervezet más részeiben tevékenykedő minőségmenedzserekkel kialakítandó hálózat létrehozásában is.
Kommunikáció: A kommunikációt minden minőségi célokat követő környezetben más- és másféleképpen kell megfogalmazni ahhoz, hogy az összes munkatárssal megértessük a változás iránti őszinte elkötelezettség fontosságát. Ideális esetben a vezetőknek személyesen kell találkozniuk a munkatársaikkal annak érdekében, hogy terjesszék az információkat, irányt mutassanak, és válaszoljanak a legkülönbözőbb helyről jövő kérdésekre.
Az egyes egyének és csapatok sikertörténetei, a minőségmenedzselés eszközeinek sikeres alkalmazási példái és a vevők elégedettségének javulása mind a minőségi kommunikáció anyagát képezik.
Jutalmazás és elismerés: A teameket és egyéneket, akik sikeresen alkalmazzák a minőségmenedzselési folyamatokat, elismerésben kell részesíteni, lehetőleg megjutalmazni, hogy ily módon a szervezet többi tagja is tudja, mik az elvárások. Ha elmulasztjuk egy olyan személy kitüntető elismerését, aki sikeresen használja a fennen hirdetett minőségmenedzselési folyamatot, az olyan üzenetet fog közvetíteni, hogy nem ez a megfelelő út a munkahelyi sikerhez, a lehetséges előléptetéshez és általában a személyes sikerhez. Bármiféle alapvető változásnak, különösen egy új menedzselési folyamatnak a korai stádiumaiban az alkalmazottak figyelik a vezetés igazi szándékait, igazi motivációit közvetítő finom jelzéseket. A minőségi mozgalom sikeres gyakorlat alkalmazóinak elismerése példaképet állít a szervezet többi tagja elé.
Mérés: Az adatok felhasználása különösen fontos TQM-folyamat bevezetésében. Nyilvánvaló, hogy a szubjektív vélemények helyébe az adatoknak kell lépniük, és mindenkinek meg kell értenie: nem az a fontos, hogy mit gondol, hanem hogy mit tud! Az adatok felhasználásának előkészítéséhez mérni kell a külső partnerek elégedettségének fokát, hogy meghatározhassuk: milyen mértékben elégítjük ki szükségleteiket. A vevőkre vonatkozó adatok gyűjtése a teljesítmény objektív, valósághű felmérését teszi lehetővé, és mindenkit arra sarkall, hogy a valódi problémákkal foglalkozzék.

## A TQM elmélete
A vevő nem azért van, hogy vitatkozzunk vagy szellemi párbajt vívjunk vele. A vevő ellenében még soha senkinek nem lett igaza.
A mi dolgunk nem egyéb, mint úgy bánni a vevővel, hogy az hasznos legyen mind neki, mind pedig saját magunknak.

A vállalatok a cégek felett a vevő mond értékítéletet, ő dönti el, hogy szükség van e a vállalkozásra. A vevő pénze tartja el a céget és valamennyi alkalmazottját. Nincs szükség a vállalkozásra, ha nincs vevője.
A vállalatoknak alapvető és létérdeke a vevőszám növelése és ezzel együtt az egyszer már megszerzett vevő elvesztésének megakadályozása. Még ha első pillanatban – egy-két vevő elvesztése – csak csekély problémának is tűnik, a vevővesztés és ezzel együtt az üzleti hírnév romlása a vállalkozásnak komoly gazdasági károkat okoz. Veszélyes a vevővesztés azért is, mivel a rossz üzleti vélemény (a cég negatív megítélése) lényegesen gyorsabban és szélesebb körben terjed, mint a pozitív vélemény.
A vállalatoknak folyamatosan és egyre magasabb színvonalon kell arra törekedniük, hogy a vevők (megrendelők, ügyfelek, vásárlók, vendégek) a cég szolgáltatásaival szemben elégedettek legyenek. Ezért ha egy vállalat a piacon sikeresen, eredményesen és hosszú távon kíván működni, elkerülhetetlen, hogy céljai tevékenysége központjába vevőit, a vevői elégedettség elérését és annak fenntartását helyezze. Ez a TQM módszer, gondolkodásmód egyik alapelve.
A TQM alkalmazásakor a vállalkozás középpontjában az üzleti kiválóság áll, mint cél és ennek egyik alapja a vevőközpontúság valamint az emberek és teamek felhatalmazása, bevonása, az üzleti folyamatok és a megelőzésen alapuló rendszerek, a folyamatos továbbfejlesztés és partneri kapcsolat a beszállítókkal.
A tömegtermelés kialakulásával a vállalatok, gyártók és a vevők eltávolodtak egymástól. A TQM szemlélet, gondolkodás ezt az eltávolodást igyekszik csökkenteni azzal, hogy alapvető követelményként írja elő a vevők, a vevői igények közvetlen megismerését és figyelembe vételét a vállalatok számára.
Szükséges a vevői elégedettség folyamatos figyelemmel kísérése, mérése.
A minőségmenedzsment „gurui” (elsőként W. E. Deming) miközben azt kutatták, hogyan fejleszthetnék a gyártók termékeik minőségét, felismerték, hogy a minőség belső metrikája (például a specifikációknak való megfelelés vagy a belsőleg megfogalmazott célkitűzések betartása) haszontalan. Ha a minőség nem nyilvánul meg, nem érzékelhető a fogyasztó számára, a fejlesztési törekvések hiábavalóak. Deming teljes minőségfejlesztési folyamata az ügyfél-információban és visszajelzésben gyökerezik.
Helix of Continuing Improvement című könyvében Deming a következőket mondja a fogyasztókutatásról: A fogyasztókutatás (a fogyasztói elégedettség mérése) a fogyasztói reakciók elsődleges felhasználása a termék kialakításába kell, hogy beépüljön. Fontos, hogy a vezetés tudjon a változó szükségletekről és követelményekről, illetve meg tudja határozni a gazdasági termelés szintjeit. A fogyasztókutatás figyeli a fogyasztói reakciók és igények pulzálását, és magyarázatot keres a megállapításokra.
Deming e műve tükröződik a „Minőség spirális fejlődésében”, melyet J. M. Juran, a TQM egy másik úttörője fogalmazott meg. Mindkét minőségmester a fogyasztói inputot és visszajelzést a termék kialakításához és fejlesztéséhez szükséges információnak tartja.

## Folyamatszemlélet, Folyamatjavítás
„A terméket megreparálni már túl késő, E helyett javítsuk a folyamatot” – Gerald Shea, Ph.D. Exxon Kutatási és Műszaki Tudományos Vállalat
A TQM módszer fontos alapelve a folyamatszemlélet és ezzel együtt a vállalati folyamatok folyamatos javítása.
A TQM – sok vonatkozásában eltérően a minőségbiztosítási rendszerektől – alapvetően dinamikus szemléletű. A vállalati tevékenységeket, eseményeket folyamatként kezeli és elsősorban a fejlődésre helyezi a hangsúlyt.
A célul kitűzött és kívánt vállalati eredményeket gazdaságosabban és hatékonyabban lehet elérni, ha a módszerrel a tevékenységeket és a szükséges erőforrásokat folyamat szemléletben kezeljük. A folyamatszemléletű vállalatvezetésnek pontosan meg kell határoznia a vállalati folyamatokat, külső és belső vevőit és azok igényeit. A folyamatok mellett fel kell tárni a szükséges emberi és anyagi erőforrásokat, folyamatosan figyelni és elemezni kell ezek hatékony felhasználását.
A folyamatok a vállalati működés legfontosabb elemei, hiszen a termékek, szolgáltatások folyamatok során jönnek létre, azok eredményei.
A folyamatszemlélet a folyamatjavítás legfontosabb kérdései:
- a kulcsfontosságú folyamatok azonosításának és menedzselésének módszere
- a folyamat teljesítményének javítására alkalmazható alapvető módszerek
- a folyamatok teljesítmény mérésének elvei és módszerei

A folyamatmenedzselés hat összetevője
Gabriel Pall Minőségi folyamatmenedzselés című könyvében hat olyan összetevőt azonosít, amelyek feltétlenül szükségesek a folyamatmenedzseléshez.
1. A gazda kijelölése: Nevezzük ki azt a személyt vagy csoportot, aki felelős a folyamat megtervezéséért, működtetéséért és javításáért.
2. Tervezés: Olyan strukturált és fegyelmezett megközelítésmód kialakítása, amely segít megérteni, definiálni és dokumentálni a folyamat valamennyi alkotóelemét és azok egymásra gyakorolt kölcsönhatásait.
3. Ellenőrzés: Biztosítsuk a hatékonyságot annak érdekében, hogy valamennyi termék kiszámítható módon, a vevők elvárásaink megfelelően kerüljön előállításra.
4. Mérés: Vázoljuk fel a vevői igényeket kielégítő teljesítmény-tulajdonságokat és állítsunk fel a mérési és ellenőrzési adatok beszerzésére, pontosságára és gyakoriságára vonatkozó kritériumokat.
5. Javítás: Növeljük a folyamat hatékonyságát azzal, hogy véglegesen beépítjük az azonosított javításokat.
6. Optimalizálás: Növeljük a hatékonyságot és a termelékenységet azzal, hogy véglegesen beépítjük az azonosított javításokat.

### Teljes elkötelezettség, vezetői és dolgozói elkötelezettség
A TQM, mint minőségirányítási módszer érinti és alapjaiban érinti a vállalat teljes működését, tevékenységét és valamennyi szintjét. Ezen keresztül érinti a vállalat valamennyi vezetőjét és dolgozóját is.
A TQM sikeres bevezetése és működtetése szükségessé teszi valamennyi vezető és munkatárs közreműködését és teljes elkötelezettségét.
A vezetők feladata olyan vállalati környezet megteremtése, amelyben a vezetők és a munkatársak elkötelezettek lesznek a vállalati célok megvalósításában. A vezetőknek ki kell dolgozni a megfelelő célrendszert és meg kell határozni a fejlődési irányokat. Ki kell dolgozniuk és alkalmazniuk azokat a módszereket, melyek megvalósítják a munkatársak bevonását. Előrevívő célokat kell meghatározni és ki kell dolgozni a megvalósításhoz szükséges stratégiát.
A munkatársakat érdekeltté kell tenni a célok elérésében – sok esetben maguknak a céloknak a meghatározásában is –, és segíteni kell őket a célok elérésében. Gondoskodni kell a képzésről, továbbképzésről. Megfelelő önálló jogköröket kell biztosítani a minőségi önálló munkához. Jutalmazni kell. Fontos folyamatosan megismerni a munkatársak véleményét és ötleteit, vizsgálni és mérni kell a dolgozói elégedettséget.
A vezetés és a munkatársak részvétele és teljes elkötelezettsége a TQM sikeres megvalósításának alapfeltétele.

## A TQM gyakorlata
Az önértékelés
A TQM minőségirányítási módszer egyik alapvető jellemzője, hogy eltérően az ISO rendszerektől a vállalat úgy alkalmazza a módszert, hogy azt és annak megfelelőségét külső harmadik fél nem értékeli és nem tanúsítja.
Az önértékelés és az auditálás között jelentős eltérés van.
Az önértékelés segít:
- meghatározni a vállalat erősségeit és gyengeségeit,
- kijelölni a legfontosabb fejlesztési területeket,
- meghatározni, más szervezetekkel való összehasonlítás alapján a továbbfejlődés irányait és stratégiáját.

Egy körültekintően és minden folyamatra alaposan elvégzett önértékelés sok esetben a vállalat vezetését „hideg zuhanyként” éri. Az önértékelés tükröt tart a vállalat vezetése elé.

## A vevői és a dolgozói elégedettség mérése
A vevői és dolgozói elégedettség és annak mérése a TQM módszerben fontos szerepet játszik Ugyancsak fontos szerepe van mind az Európai Minőség Díj, mind Nemzeti Minőségi Díj kritérium rendszerében.
A vállalatoknak alapvető és létérdeke a vevőszám növelése és ezzel együtt az egyszer már megszerzett vevő elvesztésének megakadályozása. Még ha első pillanatban – egy két vevő elvesztése – csak csekély problémának is tűnik, a vevővesztés és ezzel együtt az üzleti hírnév romlása a vállalkozásnak komoly gazdasági károkat okoz. Veszélyes a vevővesztés azért is, mivel a rossz üzleti vélemény (a cég negatív megítélése) lényegesen gyorsabban és szélesebb körben terjed, mint a pozitív vélemény.
A vevő dönt a cég életben maradásáról vagy haláláról.
A jól, gazdaságosan és eredményesen működő vállalkozások nem képzelhetőek el a vállalat iránt elkötelezett, kiváló munkát végző és elégedett dolgozók nélkül. A dolgozók elkötelezettségének elérése és a kiváló munka biztosítása a cégvezetés egyik legnehezebb és folyamatos odafigyelést igénylő feladata.

### Vevői elégedettség mérése
A vevővel való találkozás az igazság pillanata
A vevői vélemények megismerése, értékelése és objektív elemzése nélkül a vállalati folyamatok eredményesen nem értékelhetők. Ez a vállalati folyamatok javításának is alapfeltétele. A vevői elégedettség objektív mérőszámának meghatározása és figyelembevétele a döntési folyamatokban a vállalat létének és nemlétének, fejlődésének és versenyképességének alapja.
Az EOQ által indított nemzetközi projekt az Európai Vevői Elégedettségi Index (ECSI) kidolgozására és elfogadtatására azt célozza, hogy az Unión belül legyen egy olyan elfogadott módszer, mérőszám, amely a jelenleg különböző és igen sokféle technikával végzett vevői elégedettség méréseket egységes keretbe tereli és egymással összehasonlíthatóvá teszi.
A vállalatok által ma elterjedten alkalmazott mérés, az egyik általánosan elfogadott módszer szerint az alábbi lépésekből áll:
Alapelvek:
- A cég ajánlatainak folyamatos ellenőrzése és felülvizsgálata.
- A vevői elvárások változásának korán, időben történő felismerése.
- Belső minőségjavító programok kidolgozása.
- A dolgozók ösztönzése a saját tevékenységükkel vagy a szervezeti egységekkel, azok működésével kapcsolatos fontos és minőségjavító információk közlésére.
- A vevőorientált kommunikációs stratégia folyamatos vizsgálata és fejlesztése.

### A dolgozó elégedettség mérése
A dolgozók helyzetének, elégedettségének mérése
- személyes interjúkkal,
- csoportos beszélgetésekkel,
- kérdőívek kitöltésével

történhet.

## A problémakezelés két legfontosabb módszere
A szakirodalomban és a gyakorlatban két átfogó problémafeltárási, -kezelési, -elemzési módszertan terjedt el.
Egyik a statikusabbnak tartott, klasszikus módszer : a „7 lépés”, a másik a dinamikusabbnak értelmezett, újabb átfogó modell : a PDCA. Megfigyelhető azonban, hogy igen sok a közös elem, és például az alkalmazott technikákat tekintve mindkét módszertani csokor szinte teljesen azonos alapokra támaszkodik.
A két módszer átfogó lépéseinek összehasonlítása:
| a „7 LÉPÉS” módszere                                                             | PDCA logika                                                            |                       |
| 1. Témakiválasztás, témamegfogalmazás                                            | P1. a vevő igények felmérése és elemzése                               | P (plan) Tervezd meg! |
| 2. Információ és adatgyűjtés                                                     | P2. a jelenlegi folyamatok leírása                                     | P (plan) Tervezd meg! |
| 3. Adat- és információelemzés                                                    | P3. mérés, elemzés ; az alapvető okok feltárása és azonosítása         | P (plan) Tervezd meg! |
| 4. Ok-okozati elemzés, ok keresés                                                | P4. a javítási-fejlesztési lehetőségekre koncentrálás                  | P (plan) Tervezd meg! |
| 5. A megoldás tervezése és bevezetése                                            | D5. a folyamat eredmény-mérésének folyamatos alkalmazása meghatározása | D (do): Csináld!      |
| 6. Az eredmények értékelése                                                      | D6. a javaslat bevezetése                                              | D (do): Csináld!      |
| 7. Véglegesítés („szabványosítás”)                                               |                                                                        |                       |
| C7. az eredmények értékelése visszacsatolás a teljes rendszerbe                  | C (check): Ellenőrizd !                                                |                       |
| C8. a következtetések levonása                                                   | C (check): Ellenőrizd !                                                |                       |
| A9. az elért eredmények ismertetése, és a változtatások bevezetése               | A (act): Avatkozz be!                                                  |                       |
| A10. megfigyelés, az eredmények stabilizálása, átvezetés a következő PDCA körbe. | A (act): Avatkozz be!                                                  |                       |

A 7 lépés elemeinek tartalma és legfontosabb alkalmazható módszerei:
1. Témakiválasztás, témamegfogalmazás: A probléma megfogalmazása, egyértelmű leírása, lehatárolása, leszűkítése. Leggyakrabban használható módszerek (technikák, taktikák, eljárások ): ötletroham, Pareto-ABC, Ishikawa-ok/okozati diagram, Kawakita-Jiro (KJ) módszer, rangsorolás-súlyozás.
2. Információ és adatgyűjtés: A leszűkített problémára vonatkozó információk és adatok összegyűjtése, rendszerezése, rögzítése, felvétele. Leggyakrabban használható módszerek : adatlapok, dinamikus adatrögzítő kártyák, Pareto-ABC, hisztogramok, kérdéslisták, rangsorolás-súlyozás.
3. Adat- és információelemzés: Az összegyűjtött adatok és információk rendezése, elemzése. Leggyakrabban használható módszerek : hisztogramok; grafikus megjelenítés, ábrázolás, pont-, kör-, vonaldiagramok; gráfok, logikai sémák, korrelációs-regressziós diagramok; Pareto-ABC, Ishikawa/ok-okozati, KJ diagramok.
4. Ok-okozati elemzés, ok keresés a probléma és lehetséges okainak összefüggés elemzései. Leggyakrabban használható módszerek: korreláció-, regresszió-, trend vizsgálatok; logikai sémák, folyamatdiagramok; Ishikawa/ok-okozati, KJ diagramok; gráfok, hálódiagramok, mérföldkő diagramok; QH, QFD, FMEA; statikus és dinamikus diagramok; minőségkapacitás-, minőségképesség-, folyamatképesség-, gépképesség elemzések és minősítések.
5. A megoldás tervezése és bevezetése, folyamatos alkalmazása: Az elemzés és az ok-okozati vizsgálatok alapján a probléma megoldására tett javaslat(ok) kidolgozása, leírása;a bevezetési feltételek elemzése, kidolgozása és biztosítása; a javaslat betanítása; a javasolt megoldás folyamatos ellenőrzés melletti bevezetése és működtetése (gyengepontmenedzselés). Leggyakrabban használható módszerek : vezetői előterjesztések; folyamatleírások; folyamatleíró eljárások és/vagy -munkautasítások; adat- és/ill. információ rögzítő, gyűjtő lapok, diagramok, hisztogramok, ellenőrzőkártyák, folyamatdiagramok; jegyzőkönyvek, feljegyzések, hibalapok stb.
6. Az eredmények értékelése dinamikus folyamatkövetés, komplex statikus és dinamikus elemzések; folyamat- és rendszerauditok; a korábbi és bevezetés utáni állapot, eredmények, jellemzők összehasonlító elemzése; a bevezetési célok és az elért eredmények összevetése. Leggyakrabban használható módszerek : ellenőrzőkártyák, adatrögzítő-, „SPC” lapok; KJ, Pareto-ABC; hisztogramok, tapasztalati eloszlások; statisztikai próbák, elemzések; folyamat-, minőség-, gépképesség elemzések, minőségkapacitás vizsgálatok, szabályozottság-képesség komplex vizsgálata.
7. Véglegesítés („szabványosítás”), visszacsatolás a teljes rendszerbe az 5. alatt kidolgozott eljárás módosítása a 6. pont elemzései révén; a végleges megoldás kidolgozása és a teljes rendszerkörnyezetbe történő visszacsatolása. Leggyakrabban használható módszerek: PDCA; folyamatszabályozó módszerek; folyamatleírási dokumentumok (-eljárások, -munkautasítások, -feljegyzések, -nyomtatványok stb.); kompetencia mátrixok; tervezett kísérletek.

A PDCA körfolyamat 4 fázisai
- P (plan): Tervezd meg! – Megtervezzük a folyamatot, vagy meghatározzuk melyek a kulcsproblémái a meglévő folyamatnak vagy bármilyen tevékenységnek, és hogyan lehet őket kijavítani.
- D (do): Csináld! – Megvalósítjuk a tervet.
- C (check): Ellenőrizd ! – Ellenőrizzük és elemezzük, hogy amit megterveztünk, az jól működik, illetve jobb tulajdonságai vannak.
- A (act): Avatkozz be! – Beavatkozunk, ami azt jelenti, hogy rögzítjük és a továbbiakban eszerint csináljuk a folyamatot, vagy pedig javítjuk, fejlesztjük, majd dokumentáljuk és alkalmazzuk a javított folyamatot.

A PDCA 10 lépése és az ajánlott módszerek
1. A vevő-igények felmérése és elemzése :ötletroham, team munkák; interjúk-felmérések, kérdéslisták; minőségstratégiai-, minőségfejlesztési tervek, vevő-igény elemzések (például QFD, JUHAR, benchmarking )
2. A jelenlegi folyamatok leírása: folyamatdiagramok, team munkák; folyamatleírások, munkautasítások
3. Mérés, elemzés: :az alapvető okok feltárása és azonosítása; részelem-analízisek, kérdéslisták, dinamikus diagramok, hisztogramok, átvilágítások, ellenőrzőkártyák, korreláció-diagramok, ötletrohamok, ok-okozati elemzések, affinitás diagramok, logikai sémák, QFD, SWOT, benchmarking analízisek
4. A javítási-fejlesztési lehetőségekre koncentrálás: Pareto-ABC elemzések, többtényezős módszerek, NCM, ötletroham, team munkák, minőségstratégiai és -fejlesztési tervek
5. A folyamat eredmény-mérésének meghatározása: kérdéslisták, logikai sémák, átvilágítások, hisztogramok, dinamikus diagramok, ellenőrzőkártyák, idő- ,kapacitás-, költségelemzések (-tanulmányok), skála kidolgozások
6. A javaslat bevezetése: folyamatdiagramok, kérdéslisták, tevékenységlisták, logikai sémák, mutatószámok, átvilágítások, idődiagramok, hálótervek; folyamatos gyengepontmenedzselés, hibajavítás
7. Az eredmények értékelése: kérdéslisták, logikai sémák, átvilágítások, team munkák, hisztogramok, dinamikus diagramok, ellenőrzőkártyák, idő-, kapacitás-, költségelemzések (-tanulmányok)
8. A következtetések levonása: Pareto-ABC elemzések, team munkák, költség/hatékonyság elemzések, értékelemzés, rangsorolás, színvonalvizsgálatok, statisztikai próbák
9. Az elért eredmények ismertetése, és a változtatások bevezetése: folyamatdiagramok, vezetői előterjesztések, ötletrohamok, alapelvek és eljárások rögzítése, oktatás-képzés, tréningek, idődiagramok, hálótervek
10. Megfigyelés ; az eredmények stabilizálása: dinamikus diagramok, kérdéslisták, ellenőrzőkártyák, hisztogramok, átvilágítások

## Gyakori kérdések és problémák a TQM bevezetésekor
Ma a világban és Magyarországon is a fogyasztók és a vállalati szakemberek igen gyakran hallanak és beszélnek a MINŐSÉGRŐL. A vállalati marketing és a termék reklám egyik leggyakrabban emlegetett eleme, centruma a minőség mint fogalom vagy mint a termékre, szolgáltatásra, a vállalat tevékenységére vonatkozó jelző.
Ennek ellenére a minőség fogalom alatt szinte mindenki mást, nem pontosan ugyanazt érti. Igaz ez a megállapítás a termékek minőségére és igaz a vállalati működésre, a vállalati tevékenységre is.
Sok a félreértés, még a vállalati szakemberek egy része sincs tisztában a minőségügyi fogalmak, kifejezések pontos jelentésével. Különösen sok félreértés tapasztalható a nem szakemberek és a fogyasztók, vevők körében.
Azzal mindenki tisztában van, hogy az utóbbi időszakban a minőség jelentősége megnövekedett. A minőség komoly versenytényezővé vált, ma már a piaci sikerek elérésének és sok esetben a piacon maradásnak alapfeltétele. A versenyképességről a vevő dönt, akit döntésében a termék, a szolgáltatás minősége és a vállalat felé érzett bizalom nagy mértékben befolyásol. A bizalom felkeltésének egyik eszköze, ha a vállalat igazolni, bizonyítani tudja, hogy képes – és folyamatosan képes – jó minőségű termék előállítására.
Ez az eszköz lehet valamilyen minőségirányítási módszer – például a TQM – bevezetése és működtetése.
A vállalati vezetők ma már legtöbbször érzik és tudják, hogy minőségirányítási módszereket kell alkalmazniuk, azonban sokszor bizonytalanok – és ez különösen igaz a kis és közepes vállalatokra –, mit is tegyenek, milyen módszert válasszanak és azt hogyan is kezdjék el alkalmazni.
Mi is a TQM
A TQM, Teljeskörű Minőségirányítási (Total Quality Management) módszer a vállalat valamennyi folyamatát érintve a minőséget helyezi az irányítás, a vezetés középpontjába. Ma a legfejlettebbnek tartott irányítási módszer. Nem tanúsított, bevezetésének bizonyítása a vállalat feladata. Igazolttá valamilyen TQM alapú minőségi díj elnyerésével válik.
Szükséges-e egyáltalán minőségirányítás, szükséges-e a TQM
A vállalatvezetés a minőségirányítás, a TQM kérdéskörrel többféleképpen találkozhat. Sok esetben a vezető konferenciákon, a partnerekkel folytatott tárgyalásokon érzi először azt, saját vállalatánál is szükség lehet valamilyen korszerű minőségirányítás bevezetésére. Élesebben merülhet fel ez a kérdés amikor a vállalat vevője várja el, hogy a vállalat – esetleg a versenytársakhoz hasonlóan – alkalmazza a minőségirányítás módszerét.
Ezekre a felvetésekre a vezetőnek időben fel kell figyelnie és meg kell kezdeni az alaposabb tájékozódást. Ha ezt nem teszi a vállalat rövid időn belül komoly versenyhátrányba kerülhet!
A minőségirányításra elsősorban a vevői bizalom felkeltése, a vállalati működés javítása a versenyképesség megőrzése érdekében szükség van. A bevezetést a vevő kikényszeríti!
A piacon működő, versenyképes vállalkozások ma már ezt nem tudják elkerülni.
A vállalatnak el kell döntenie, mi lesz a jövőben piaci stratégiája, meg akarja őrizni vagy növelni piaci pozícióit, el akar nyerni új vevőket vagy pedig csak valahogy működni akar. (Ez a döntés a jövőt határozza meg, a rossz döntés akár a vállalat megszűnéséhez vezethet.)
Ha a vállalat fejlődni kíván és megértette a minőségirányítás szükségességét, tenni is kíván, akkor felvetődik az a kérdés, hogy milyen minőségirányítási módszert alkalmazzon.
ISO vagy TQM
A TQM módszert általában az ISO 9000 szabványsorozat bevezetése utáni lépésnek és nem az ISO egyszerű továbbfejlesztésének tartják, hanem olyan módszernek, amely sok esetben hatékonyabb minőség menedzsmentet tesz lehetővé, mint az ISO 9000 szerinti minőségbiztosítási rendszer.
Az ISO minőségirányítási rendszer és a TQM minőségirányítási módszer sok elemében hasonló, de különösen az alkalmazás tekintetében jelentős különbségek vannak.
A számos különbség közül az egyik legfontosabb – és ezt a gyakorló szakemberek sokszor nehezen értik –, hogy a TQM nem tanúsított, nem auditált minőségirányítás.
Az ISO, szabványon alapul és a szabványnak való megfelelőséget külső tanúsító igazolja. A tanúsítványok értéke azonban nem egyértelműen megítélhető. A tanúsítás piaci kategória, értékét általában a tanúsító cég ismertsége és elismertsége meghatározza. Sok esetben azonban a vevők egy része még jó nevű tanúsítót sem fogad el, ragaszkodik az általa jó nevűnek tartott cég tanúsítványához. Ez igaz a hazai és a nemzetközi gyakorlatra is. Így sok esetben egy tanúsítvány megszerzése a cég számára csak hiábavaló költséget jelentett. (Például egy tenderen a kiíró csak más tanúsítványt ismer el vagy beszállításnál a vevő más tanúsítóhoz ragaszkodik.)
A TQM ezzel szemben elsősorban a vállalati, folyamatos saját önértékelésen alapul, külső tanúsításra és igazolásra nincs szükség. A minőségirányítást a vállalat maga dokumentálja és igazolja. A TQM-ben a külső „igazolás” szerepét egy neves minőségi díj elnyerése jelentheti. Ha már a vezetés döntött a TQM bevezetés mellett általában sok problémával nehézséggel találja magát szembe.
Melyek a bevezetés fő feladatai, mik a bevezetés nehézségei
A TQM bevezetése több vállalatnál nem járt sikerrel.
A sikertelenség okait két csoportba sorolhatjuk:
1. A bevezetést, a racionalizálást követő elbocsátási hullámok nem növelik a munkakedvet, sem a munkatársak közötti együttműködést. Az elbocsátás gyorsabban megtérülő befektetés – legalábbis rövidtávon.
2. A vevők speciális igényeinek követése pedig drágább, mint a tömegtermelés.

A TQM bevezetés lehetséges előnyei, a bevezetéssel szemben általában megfogalmazott kételyek:
| ELŐNYÖK                                                                             | KÉTELYEK |
| ----------------------------------------------------------------------------------- | --- |
| A vezető a hatalomra támaszkodás helyett vezetői technikákat alkalmaz.              | Túl sok a bevezetéssel járó idő és energia. |
| A bevonás által a munkatársak magukénak érzik a változást.                          | A szakemberek az általuk minőséginek gondolt szolgáltatásokat igyekeznek kínálni, a használók igényeinek meghatározása ugyanis szemléletváltást és sok energiát igényel. |
| Lebontja a falakat a részlegek között, elősegíti a kommunikációt.                   | A középszintű menedzsereket nehéz meggyőzni, mivel attól tartanak, hogy az egyszerűbb szervezeti felépítésben elvesztik hatalmukat.                                      |
| Segíti a tapasztalatszerzést és a készségfejlődést.                                 | A TQM fogalmai sok esetben nehezen érthetőek, nehezen konkretizálhatók.                                                                                                  |
| Korlátozott erőforrások esetén is módszereket kínál új szolgáltatások bevezetésére. | Múló divat – nincs benne semmi eredeti |
| Felfedi a meglévő jó eljárásokat, gyakorlatokat, és hozzájárul elterjedésükhöz      | |

A TQM bevezetés sikere, mint általában a vállalati fejlesztések többsége a vezetői felkészültségen és elkötelezettségén illetve a dolgozói fogadókészségen múlik.
A vezetők legfontosabb feladatai:
1. Készülj fel szakmailag, tájékozódj.
2. Biztosítsd a felső szinten a menedzserek teljes érdekeltségét.
3. Nevezd ki a folyamat irányítójának az első számú vezetőt vagy helyettesét.
4. Értesíts és vonj be a folyamatba minden érintettet.
5. Döntsd el, hogy szükség van-e külső szakértőre vagy sem.
6. Gondoskodj arról, hogy mindenki megismerje a folyamat célját, és hogy minden érintett elkötelezetté váljon.
7. Válassz ki egy értékelő bizottságot.
8. Értékeld alaposan a jelenlegi rendszert és határozd meg a munka kereteit.
9. Ügyelj arra, hogy a munkatársak elkötelezettek maradjanak; biztosítva legyen a maximális egyetértés és a folyamat támogatottsága.

A TQM bevezetésének fő lépései:(egy lehetséges lépéssor)
1. A minőség tökéletesítés szükségességének elfogadása, a lehetőségek meghatározása.
2. A folyamatos minőségjavítás (TQM) céljainak meghatározása. A várható eredmények és költségek elemzése.
3. A célok elérését segítő szervezet (Minőségi Tanács) létrehozása, a problémák meghatározása, a megfelelő terv kidolgozása, a munkacsapatok megalakítása, vezetőik kiválasztása.
4. A munkatársak tájékoztatása, meggyőzése és oktatása.
5. A feladatok szétosztása, a csoportok közötti együttműködés megszervezése.
6. A munkafolyamatok folyamatos figyelemmel kísérése.
7. Az elismerések kifejezése, motiváció.
8. Az elért eredmények kihirdetése. (A vevők, a szállítók és a munkatársak körében.)
9. Az elért sikerek elismerése. (A munkatársak eredményei.)
10. A javítások, tökéletesítések hozzáillesztése a cég már működő folyamataihoz. (A kevésbé hirtelen változtatás a munkatársak körében megnyugtató hatású.

## Külső hivatkozás
- TQM szövetség honlapja
- TQM vagy ISO Archiválva 2008. február 24-i dátummal a Wayback Machine-ben
- A TQM kialakulása, hazai bevezetése, a minőség fejlődése
- A minőség díjakról
- Képzeletbeli riport a PDCA-ról
- Minőségfejlesztési központ
- PDCA